# اچ‌دی ۱۵۳۲۲۱
اچ‌دی ۱۵۳۲۲۱ یک ستاره است که در صورت فلکی آتشدان قرار دارد.